# 岐阜市立東長良中学校
岐阜市立東長良中学校（ぎふしりつ ひがしながらちゅうがっこう）は、岐阜県岐阜市にある公立中学校。

## 沿革
- 1988年（昭和63年）4月1日 - 岐阜市立長良中学校から分離し、開校[1]。

## 進学前小学校[2]
- 岐阜市立長良小学校
- 岐阜市立長良東小学校

## 交通アクセス
- 岐阜バス

松籟加納線、おぶさ墨俣線、忠節長良線「長良高校前」バス停より徒歩約5分。